# Rhadinus salinus
Rhadinus salinus là một loài ruồi trong họ Asilidae. Rhadinus salinus được Lehr miêu tả năm 1984. Loài này phân bố ở vùng Cổ Bắc giới.